# Моштени-Гречи (Арђеш)
Моштени-Гречи (рум. Moșteni-Greci) насеље је у Румунији у округу Арђеш у општини Боцешти. Oпштина се налази на надморској висини од 428 m.

## Становништво
Према подацима из 2002. године у насељу је живело 396 становника, од којих су сви румунске националности.